# زایده، مراکش
زایده، مراکش (به فرانسوی: Zaida, Morocco) یک شهر در مراکش است که در استان میدلت واقع شده‌است.

## خصوصیات
زایده  ۴٬۹۶۸ نفر جمعیت دارد.